# Emu (album)
Emu – trzeci album studyjny Varius Manx, pierwszy nagrany wraz z Anitą Lipnicką. Kaseta została wydana w kwietniu 1994 roku, zaś płytę wydano w czerwcu 1994 przez Zic Zac.
Płyta zawiera kompozycje Roberta Jansona (z wyjątkiem utworów „This Kind of Days” i „Emu”). Teksty napisała Anita Lipnicka oraz Robert Amirian („Vale of Tears” i „Promises”).
Jako single wybrano utwory: „Zanim zrozumiesz” (Grand Prix na festiwalu w Sopocie), „Tokyo” i „Piosenka księżycowa”.
Zespół otrzymał za album dwa Fryderyki w kategorii Piosenka Roku oraz Najlepszy Teledysk (obie nagrody za „Zanim zrozumiesz”). Anita Lipnicka była nominowana w kategorii Najlepsza wokalistka, zaś album w kategorii Najlepszy album rock/pop.
Album uzyskał status czterokrotnie platynowej płyty.

## Lista utworów
| 1.  | „Tokyo”               | 3:20  |
|     |                       |       |
| 2.  | „Zanim zrozumiesz”    | 3:00  |
|     |                       |       |
| 3.  | „This Kind of Days”   | 5:00  |
|     |                       |       |
| 4.  | „Promises”            | 3:02  |
|     |                       |       |
| 5.  | „A Key”               | 2:19  |
|     |                       |       |
| 6.  | „In Spite of All”     | 4:24  |
|     |                       |       |
| 7.  | „Lesson of Flying”    | 3:18  |
|     |                       |       |
| 8.  | „Piosenka księżycowa” | 2:55  |
|     |                       |       |
| 9.  | „The Gardeneres”      | 3:40  |
|     |                       |       |
| 10. | „Vale of Tears”       | 3:39  |
|     |                       |       |
| 11. | „Father Pio”          | 4:40  |
|     |                       |       |
| 12. | „Emu”                 | 5:02  |
|     |                       |       |
|     |                       | 44:19 |
|     |                       |       |

## Twórcy
- Robert Janson – śpiew
- Anita Lipnicka – śpiew
- Paweł Marciniak – gitara basowa, instrumenty klawiszowe
- Michał Marciniak – gitary
- Sławek Romanowski – perkusja

gościnnie
- Robert Amirian – wokal
- Tomasz Jodełło – harmonijka
- Jacek Delong – saksofon
- Ewa Środkowska – skrzypce
- Kamila Sowińska – altówka
- Marcin Włodarczyk – obój
- Orkiestra Filharmonii Łódzkiej pod dyrekcją Marka Sturczyńskiego

- Jarosław Regulski – realizacja nagrań